# Monegasken
Monegasken zijn een kleine bevolkingsgroep voornamelijk wonend in de stadstaat Monaco aan de Côte d'Azur. In Monaco wonen circa 40.000 mensen, maar slechts 5000 bezitten de Monegaskische nationaliteit. De meesten spreken Frans en Italiaans, maar ook het Monegaskisch wordt nog gesproken. Het is zelfs een verplicht vak op school.

## Bekende Monegasken
- Charlotte Casiraghi, dochter van prinses Caroline
- Louis Chiron, autocoureur
- Stefano Coletti, autocoureur
- Alain Ducasse, chef-kok
- Pauline Ducruet, dochter van prinses Stéphanie
- Daniel Elena, rally-navigator voor Sébastien Loeb
- Léo Ferré, componist
- Armand Forchério, voetballer en -trainer
- Jean-Louis Grinda, directeur van de Opéra Royal de Wallonie in Luik
- Grace Kelly, actrice en echtgenote van prins Reinier III
- Charles Leclerc, autocoureur
- Antony Noghès, oprichter van de Grand Prix van Monaco
- Louis Notari, schrijver
- Antonio Riberi, kardinaal
- Manuel Vallaurio, voetballer